# Be like others
Be Like Others (Sé como los demás), también conocido como Transsexual in Iran (Un Transexual en Irán), es un documental del 2008 escrito y dirigido por Tanaz Eshaghian acerca del transexualismo en Irán. Explora los problemas de género e identidad sexual mientras sigue las historias personales de algunos de los pacientes en una clínica de Teherán. El filme se proyectó en el Festival de Cine de Sundance y en el Festival Internacional de Cine de Berlín, ganando tres premios.

## Visión General
Aunque las relaciones homosexuales son ilegales en Irán (castigadas con la muerte), las cirugías de reasignación de sexo son permitidas. En 1983, el líder espiritual Ayatollah Khomeini aprobó un fetua permitiendo las cirugías de cambio de sexo como cura para los "transexuales diagnosticados". "Be Like Others" muestra las experiencias de pacientes hombres y mujeres en el Centro Quirúrgico del Dr. Bahram Mir-Jalali, una clínica de reasignación de sexo en Teherán.
Uno de los pacientes es Ali Askar, un joven de 24 años que enfrenta acoso de parte de otros hombres debido a su apariencia y comportamiento femeninos. No quiere convertirse en mujer pero no ve otras opciones para él en la sociedad iraní. Decide seguir adelante con la cirugía a pesar de las amenazas de muerte de su padre y encuentra apoyo en Vida, un transexual post-operado que conoce en la clínica. Al final de la película, Ali se ha convertido en una mujer llamada Negar. Ha sido desheredada por su familia, experimentado depresión y tuvo que trabajar como prostituta. Otro joven de 20 años de edad, Anoosh, ha sido condenado al ostracismo debido a su feminidad. Su novio se siente más cómodo cuando Anoosh se viste como mujer, y en contraste a Ali, la madre de Anoosh está de acuerdo en su deseo de cambiar de sexo. Al final del filme se muestra a Anoosh--ahora Anahita--feliz y comprometida con su novio. Sin embargo, su novio se ha vuelto cada vez más distante desde que Anahita tuvo su cirugía.
A través del filme, los pacientes de la clínica de reasignación de sexo afirman que no son homosexuales, haciendo ver la homosexualidad como algo vergonzoso e inmoral. En la opinión de Eshaghian, esta vergüenza es la fuerza motriz detrás de la decisión de varios iraníes de cambiar su sexo. Dice que identificarse como transexual en lugar de homosexual les permite vivir libres de acoso.

## Producción
Eshaghian, cineasta iraní-norteamericana, obtuvo la idea de hacer "Be Like Others" después de leer un artículo del 2004 en el New York Times acerca de las cirugías de cambio de sexo que ocurrían en Irán y quedarse sorprendida de que tal operación es aceptable en un país musulmán. Escribió una propuesta para el filme e intentó encontrar financiamiento, pero no tuvo éxito. Contactó a un periodista británico que había escrito sobre el tema y él le dio los números telefónicos del Dr. Bahram Mir-Jalali y del clérigo musulmán mostrado en el filme. Para encontrar temas, visitó las clínicas de reasignación de sexo en Irán, y pasó tiempo en las salas de espera hablando con los pacientes y sus familias. Encontró que los transexuales masculinos (mujer a hombre) generalmente tenían éxito viviendo con su nuevo género y como resultado fueron renuentes en tomar parte del documental por miedo a ser "sacados del armario" como transexuales. Ella sintió que las historias contrastantes de Ali y Anoosh destacaron la importancia de los lazos familiares en la sociedad iraní. En una sesión de preguntas y respuestas en el Festival de Cine de Sundance, Eshaghian dijo que uno de los hombres que conoció mientras filmaba decidió vivir como homosexual en lugar de convertirse en mujer, y que ahora ella está intentando ayudarlo para que abandone Irán.

## Distribución y Recepción
En 2008, "Be Like Others" fue proyectada en el Festival de Cine de Sundance, en donde fue nominada al Premio Grand Jury. También fue proyectada en el Festival Internacional de Cine de Berlín  en donde ganó tres Premios Teddy; el Premio Fílmico de Amnistía Internacional--Mención Especial, Reader Jury del Siegessäule y el Jury Award. El filme fue mostrado por la cadena BBC como "Transsexual in Iran" en febrero de 2008. Al escribir para la revista "Variety", Robert Koehler llamó a "Be Like Others" "una poderosa ventana al lado oculto del país" y "un modelo de cine no dogmático sobre un tema altamente cargado."
En 2010, "Be Like Others" fue nominada a un GLAAD Media Award al "Documental Sobresaliente" durante la premiación 21era de este evento.